# Cristero rat
Cristero rat ili La Cristiada (1926. – 1929.), je naziv za ustanak, odnosno otpor kršćana prema sekularističkoj politici meksičke vlade protiv Katoličke Crkve. Progoni su započeli dolaskom na vlast Plutaca Eliasa Callesa. Ustav iz 1917. godine je onemogućio društveno i vjersko djelovanje meksičkih katolika, te je poslužio kao podloga za donošenje više protukatoličkih zakona.

## Tijek rata

### Pozadina
Za vrijeme Meksičke revolucije, 1917. godine donesen je novi ustav s brojnim reformama, koje su uključivale podjelu zemlje siromašnim seljacima i sekularizaciju države. Početkom 1920. godine meksički režim krenuo je s provođenjem sekularizacije države, zatvarajući samostane, vjerske škole i slično; ograničivši vrlo broj svećenika koji imaju pravo djelovati, zabranjujući katoličke procesije, nošenje križića oko vrata i slično. Nakon toga su iz države protjerani crkveni dužnosnici.
Odgovor katolika u Meksiku bio je pridruživanje bratovštini "Kolumbovi vitezovi". Za samo 5 godina njihovo članstvo u Meksiku je poraslo s 400 na čak 6 000 članova. Otvoreno protukatoličko djelovanje započelo je s djelovanjem vlade Plutarca Callesa, kada je  1926. svećenicima zabranjeno izvan crkvenih zgrada zabranjeno nositi svećeničku odoru, pod prijetnjom kazne 500 meksičkih pesosa, a svećenik koji bi kritizirao vladu mogao bi biti zatvoren i do pet godina. Država je tada nacionalizirala cjelokupnu imovinu Crkve.

### Početak
U kolovozu 1926. godine oko 400 katolika su oružjem branili crkvu Naše Gospe od Guadalupea. Nakon razmjene vatre predali su se državnoj vojsci te je pobijeno dvadesetak ljudi. To je potaknulo državne službenike na još otvoreniji rat prema svećenicima i vjernicima koji su uhićivani, mučeni i strijeljani. Papa Pio XI. je 1926. u enciklici "Iniquis Afflictisque" naveo kako Ustav Meksika (1917.) ugrožava vjersku slobodu. Nakon dogovora s papom, meksički biskupi su krajem srpnja 1926. otišli iz Meksika, osim tri biskupa koji su ostali.
1. siječnja 1927. godine, mladić René Capistrán Garza, predsjednik Meksičkog udruženja katoličke mladeži, potpisuje manifest naslovljen "Naciji", gdje se poziva na oružanu pobunu. U travnju 1927. godine Cristerosima, s generalom Enriqueom Gorostietom, se pridružuju prvi školovani časnici. Diplomacija Meksika je SAD-u obećala je eksploataciju meksičkih naftnih polja čime je osigurala veliku financijsku i vojnu pomoć SAD-a.

### Kraj
U srpnju 1929. godine je uz posredovanje diplomacije SAD-a i Svete Stolice sklopljen između Vlade i pobunjenika sporazum o okončanju građanskog rata. Po njemu je određeno kako će se po župama u Meksiku opet moći služiti Misa te održavati vjeronauk. Također su se biskupi i svećenici smjeli vratiti u zemlju, a parlament je proglasio opću amnestiju za Cristerose.
Papa Pio XI. je ogorčenost Crkve na progone svog puka u Meksiku - koji ipak nisu prestali nakon sklapanja mirovnog sporazuma -  izrazio u enciklici "Acerba Animi" iz 1932. godine. 1992. godine je u Meksiku usvojen zakon o vjerskim zajednicama. Iako vjerske organizacije sada mogu posjedovati imovinu, crkvena imovina koja je stečena prije 1992. godine i dalje pripada državi.

## Sveci
21. svibnja 2000. godine, papa Ivan Pavao II. kanonizirao je skupinu od 25 mučenika iz tog razdoblja. Oni su proglašeni blaženima 22. studenog 1992. godine. Iz te skupine, 22 od njih su bili svjetovni kler, a tri su laici. Iako je Pedro de Jesús Maldonado ubijen 1937. godine, nakon što je rat završio, on se smatra mučenikom iz skupine Cristera.
Katolička Crkva proglasila je 13 dodatnih žrtva protukatoličkog režima kao mučenike 20. studenog 2005. godine. Ova skupina je sačinjena uglavnom od laika, uključujući i 14-godišnjeg Joséa Sáncheza del Ríja. 20. studenog 2005. godine, na stadionu u Guadalajari, kardinal José Saraiva Martins je predvodio betaifikaciju.
- Sv. Agustín Caloca
- Sv. Atilano Cruz Alvarado
- Sv. Cristobal Magallanes
- Sv. David Galván Bermudes
- Sv. David Roldán Lara
- Sv. David Uribe Velasco
- Sv. Jenaro Sánchez Delgadillo
- Sv. Jesús Méndez Montoya
- Sv. José Isabel Flores Varela
- Sv. José Maria Robles Hurtado
- Sv. Jóven Salvador Lara Puente
- Sv. Julio Álvarez Mendoza
- Sv. Justino Orona Madrigal
- Sv. Luis Batiz Sáinz
- Sv. Manuel Morales
- Sv. Margarito Flores García
- Sv. Mateo Correa Magallanes
- Sv. Miguel De La Mora
- Sv. Pedro de Jesús Maldonado Lucero
- Sv. Pedro Esqueda Ramírez
- Sv. Rodrigo Aguilar Alemán
- Sv. Román Adame Rosales
- Sv. Sabas Reyes Salazar
- Sv. Tranquilino Ubiarco
- Sv. Toribio Romo González
- Bl. Anacleto González Flores
- Bl. Andrés Solá Molist
- Bl. Ángel Darío Acosta Zurita
- Bl. Ezequiel Huerta Gutiérrez
- Bl. Jorge Vargas González
- Bl. José Sánchez del Río
- Bl. José Trinidad Rangel Montaño
- Bl. Leonardo Pérez Larios
- Bl. Luis Magaña Servín
- Bl. Luis Padilla Gómez
- Bl. Miguel Gómez Loza
- Bl. Mateo Elías del Socorro Nieves
- Bl. Miguel Agustin Pro Juárez
- Bl. Ramón Vargas González
- Bl. Salvador Huerta Gutiérrez

## "Vojna himna Cristerosa"
Juan Gutiérrez, jedan od preživjelih, napisao je himnu Cristerosa, koja se bazira na glazbi španjolske pjesme "Marcha Real".
Španjolski
La Virgen María es nuestra protectora y nuestra defensora cuando hay que temer
Vencerá a todo el demonio gritando "¡Viva Cristo Rey!" (x2)
Soldados de Cristo: ¡Sigamos la bandera, que la cruz enseña el ejército de Dios!
Sigamos la bandera gritando, "¡Viva Cristo Rey!"
Hrvatski
Djevica Marija je naša zaštitnica i branitelj kada dođe strah
Ona će pobijediti sve demone na krik "Živio Krist Kralj!" (x2)
Vojsko Kristova: Slijedimo zastavu, križ uči Božju vojsku!
Slijedimo zastavu na krik "Živio Krist Kralj!"

## Popularna kultura
Roman Juana Rulfa Pedro Páramo je smješten za vrijeme rata Cristerosa u sjeverozapadnom Meksiku. Također se radnja romana Grahama Greenea The Power and the Glory odvija za vrijeme ovog razdoblja.
Film Za veću slavu (2012.), prikazuje borbe, mučeništva i pobjede nekoliko ključnih figura u Ratu Cristera.
Mnogi filmovi i dokumentarci o ovom ratu se proizvede od 1929. godine. Između ostaloga tu su:
- El coloso de mármol (1929.)[9]
- Los cristeros (ili Sucedió en Jalisco) (1947.)[10]
- La guerra santa (1979.)[11]
- La cristiada (1986.)[12]
- Cristeros y federales (2011.)[13]
- Los últimos cristeros (ili The Last Christeros) (2011.)[14]
- Cristiada (ili For Greater Glory) (2012.)[15]

## Poveznice
- Meksička revolucija
- Cristóbal Magallanes Jara
- Katoličanstvo u Meksiku